# Celwand

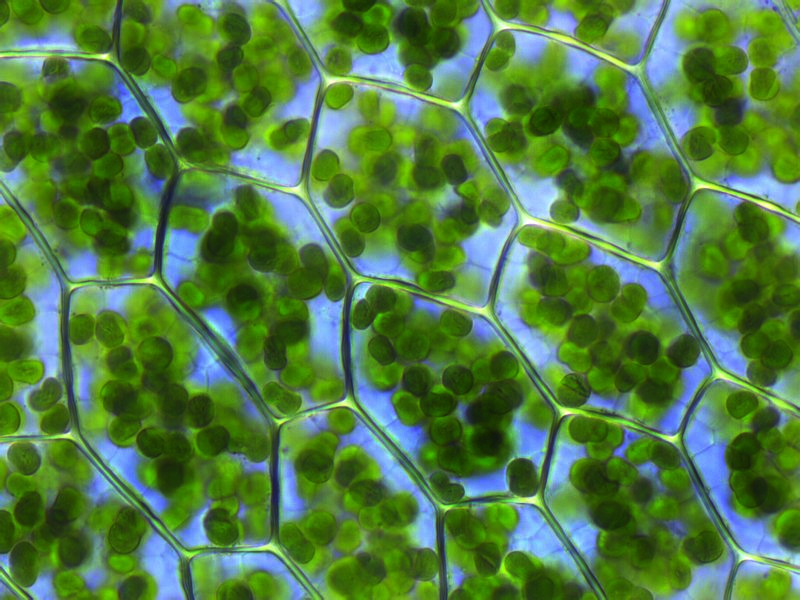
Bladcellen van sterremos (Plagiomnium affine) met celwanden (en chloroplasten)

De celwand is de wand die het celmembraan van de cel omgeeft van planten, schimmels en prokaryote eencelligen. Dierlijke cellen hebben geen celwand, maar alleen een celmembraan. Een celwand is goed doorlaatbaar voor water met daarin opgeloste stoffen. Wanneer op de celwand nog een cuticula aanwezig is, zoals bij epidermiscellen van planten, dan wordt watertransport door de celwand sterk tegengegaan.
De aan- of afwezigheid van een celwand vormt in de biologie vanouds een belangrijk verschil tussen planten en dieren. Tegenwoordig wordt een verdere onderverdeling gemaakt in wat vroeger "planten" heette. Allerlei groepen zijn afgesplitst, waarbij met name de schimmels (Fungi) opvallen. Bij al deze afgesplitste groepen hebben cellen een celwand. 
De functie van de celwand is in de eerste plaats mechanisch: om fysische krachten op te vangen, waaronder ook bescherming tegen indringers. De celwand speelt een rol bij het tot stand komen van de turgordruk; ze zorgt voor tegendruk als de cel door osmotische wateropname opzwelt.

## Planten
De celwanden van planten bestaan in de eerste plaats uit cellulosefibrillen, die omgeven worden door de koolhydraten pectine en hemicellulose. Soms zitten er ook andere stoffen in de celwand, zoals houtstof. De celwanden van bastcellen kunnen ondoorlaatbaar zijn door kurkstof.

Opbouw van de celwand.

### Zaadplanten
Bij zaadplanten maakt men onderscheid tussen de primaire celwand en de secundaire celwand. 
Vrijwel alle cellen hebben een primaire celwand. Na de deling van de celkern wordt allereerst de celplaat gevormd. Deze bestaat overwegend uit pectinen. Daarna wordt er vanuit de nieuwe cellen direct een verdikkingslaag aangegebracht: de primaire celwand. Hij bestaat vooral uit cellulose. Zolang de cellen strekkingsgroei vertonen, groeit de primaire wand mee (oppervlaktegroei).
Een secundaire celwand ontstaat later. De tweede verdikkingslaag worden afgezet als de strekkingsgroei (oppervlaktegroei) van de cel afgelopen is, waarbij de secundaire wand alleen in de dikte groeit en niet in de oppervlakte. Hij kan opgebouwd zijn uit meerdere lagen. Hij bevat gewoonlijk veel lignine (houtstof).

## Schimmels
De celwanden van schimmels (Fungi) bestaan in de eerste plaats uit chitine. Ook bij fungi zitten er soms andere stoffen in de celwand, zoals chitosan en glucaan.

## Prokaryoten
Ook bacteriën en vele archaea hebben een celwand. Deze beschermt tegen lyse en werkt de doorlatendheid tegen.
Op basis van de structuur van de celwand worden bacteriën ingedeeld in gramnegatief en grampositief. Grampositieve bacteriën hebben een celwand die voornamelijk uit peptidoglycaan bestaat, dat een soort vangnet vormt rond de cel. Hierdoor worden grote moleculen uit de cel gehouden. Gramnegatieve bacteriën bezitten daarentegen een celwand met een extra membraan evenwijdig aan het celmembraan met lipopolysacchariden en een periplasma dat een dunne laag peptidoglycaan bevat.
Sommige bacteriën bevatten geen celwand. Dat kan enkel als ze leven in een osmotisch stabiel milieu, bijvoorbeeld in een dierlijke cel, of een zeer stabiel celmembraan hebben met veel sterolen. Het zijn dan eigenlijk vrijlevende protoplasten. Een voorbeeld hiervan zijn de mycoplasma's.
Archaea bevatten verschillende soorten celwanden. Net zoals de grampositieve bacteriën bevatten ze geen buitenste membraan. Daarnaast hebben ze ook geen peptidoglycaan. Soms is dit vervangen door pseudomureïne, een gelijkaardige structuur, die dankzij een verschil in bindingssequentie ongevoelig is voor lysozymen. Vele archaea hebben ook nog een S-laag, net als sommige gewone bacteriën. Thermoplasma heeft echter helemaal geen celwand, terwijl Methanospirillum een juist zeer complexe celwand heeft.